# Paul Stretz
Paul Stretz (* 28. Februar 1935 in Luitpoldshöhe; † 29. April 1966 in Berlin) war ein Todesopfer an der Berliner Mauer. Als er angetrunken im Berlin-Spandauer Schifffahrtskanal schwamm, wurde er von Angehörigen der Grenztruppen der DDR erschossen, die ihn für einen Flüchtling hielten.

## Leben
Paul Stretz lebte mit seiner Frau in Ottensoos bei Nürnberg. Ihre erste Tochter starb drei Monate nach der Geburt. Während der zweiten Schwangerschaft verließ ihn seine Frau wegen seines Alkoholismus. Im Anschluss zog er nach West-Berlin und arbeitete dort im Lager einer Spedition, war aber ohne festen Wohnsitz.
Am 29. April 1966 arbeitete er am Berlin-Spandauer Schifffahrtskanal. Während der Arbeit trank er Bier. Gegen 15.30 Uhr beschloss er in den Kanal zu steigen, der in seiner gesamten Breite zu Ost-Berlin gehörte, und zu schwimmen. Auf Warnungen von West-Berliner Seite reagierte er nicht. Zwei Grenzsoldaten entdeckten ihn und nahmen ihn aus 250 Meter Entfernung umgehend unter Beschuss. Zwei weitere Grenzer rannten zum Kanalufer. Von dort schossen auch sie auf den vermeintlichen Flüchtling. Dabei wurde ein Grenzer durch einen Querschläger verletzt. Paul Stretz wurde von vier Kugeln in Kopf und Oberkörper getroffen und starb im Wasser. Seine Leiche wurde in der folgenden Nacht von Tauchern geborgen und anschließend in die Charité verbracht. Die Grenzer gaben über 170 Schuss ab.
Der Vorfall erregte öffentliches Aufsehen im Westen und fand eine umfangreiche Berichterstattung in der Presse. Einige der abgegebenen Kugeln schlugen in West-Berlin ein, unter anderem im Reichstagsgebäude. Die Todesschützen wurden 1997 zu Freiheitsstrafen von einem Jahr auf Bewährung verurteilt.

## Weblink
- Porträt bei chronik-der-mauer.de

| Personendaten    | Personendaten                           |
| ---------------- | --------------------------------------- |
| NAME             | Stretz, Paul                            |
| KURZBESCHREIBUNG | deutsches Todesopfer der Berliner Mauer |
| GEBURTSDATUM     | 28. Februar 1935                        |
| GEBURTSORT       | Luitpoldshöhe                           |
| STERBEDATUM      | 29. April 1966                          |
| STERBEORT        | Berlin                                  |